# Cathédrale Saint-Jacques de Szczecin
Cette  cathédrale n’est pas la seule cathédrale Saint-Jacques.
 (avril 2025).
La cathédrale Saint-Jacques est l'église principale de l'archidiocèse de Szczecin-Kamień et une basilique mineure. Elle est située dans la ville polonaise de Szczecin, en Poméranie occidentale. À la suite de nombreuses destructions et reconstructions, les travaux de l'église ont commencés vers 1250 et se sont finalement achevés en 2008.

## Histoire
La construction de la cathédrale Saint-Jacques s'échelonne du XIIIe au XVe siècle, avec de nombreuses destructions et reconstructions tout au long de son histoire. Au commencement des travaux vers 1250, l'édifice était construit par les citoyens de la ville sur le modèle de l'église Sainte-Marie de Lübeck. Au cours de son histoire, les travaux ont notamment été menés par les architectes Johann Benecke et Hinrich Brunsberg.
La cathédrale Saint-Jacques est la plus grande église de Poméranie-Occidentale et, pendant de nombreuses années après la réforme, elle a fait partie de l'Église protestante de Poméranie. Toutefois, depuis la Seconde Guerre mondiale et la rétrocession de la ville de l'Allemagne à la Pologne, elle a été reconstruite en tant que cathédrale catholique romaine.
Avec sa tour massive de 110,18 mètres, elle est la deuxième église la plus haute de Pologne, après la basilique Notre-Dame de Licheń.

## Galerie

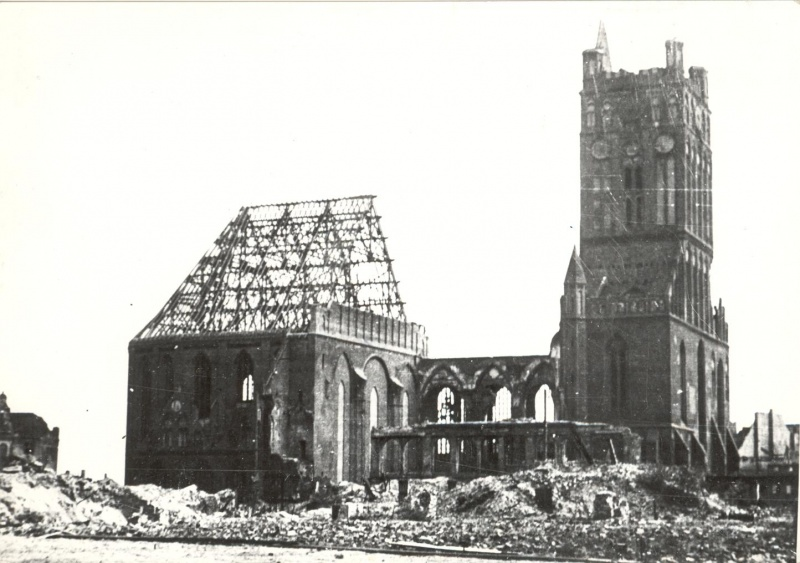
Les ruines de la cathédrale en 1944.
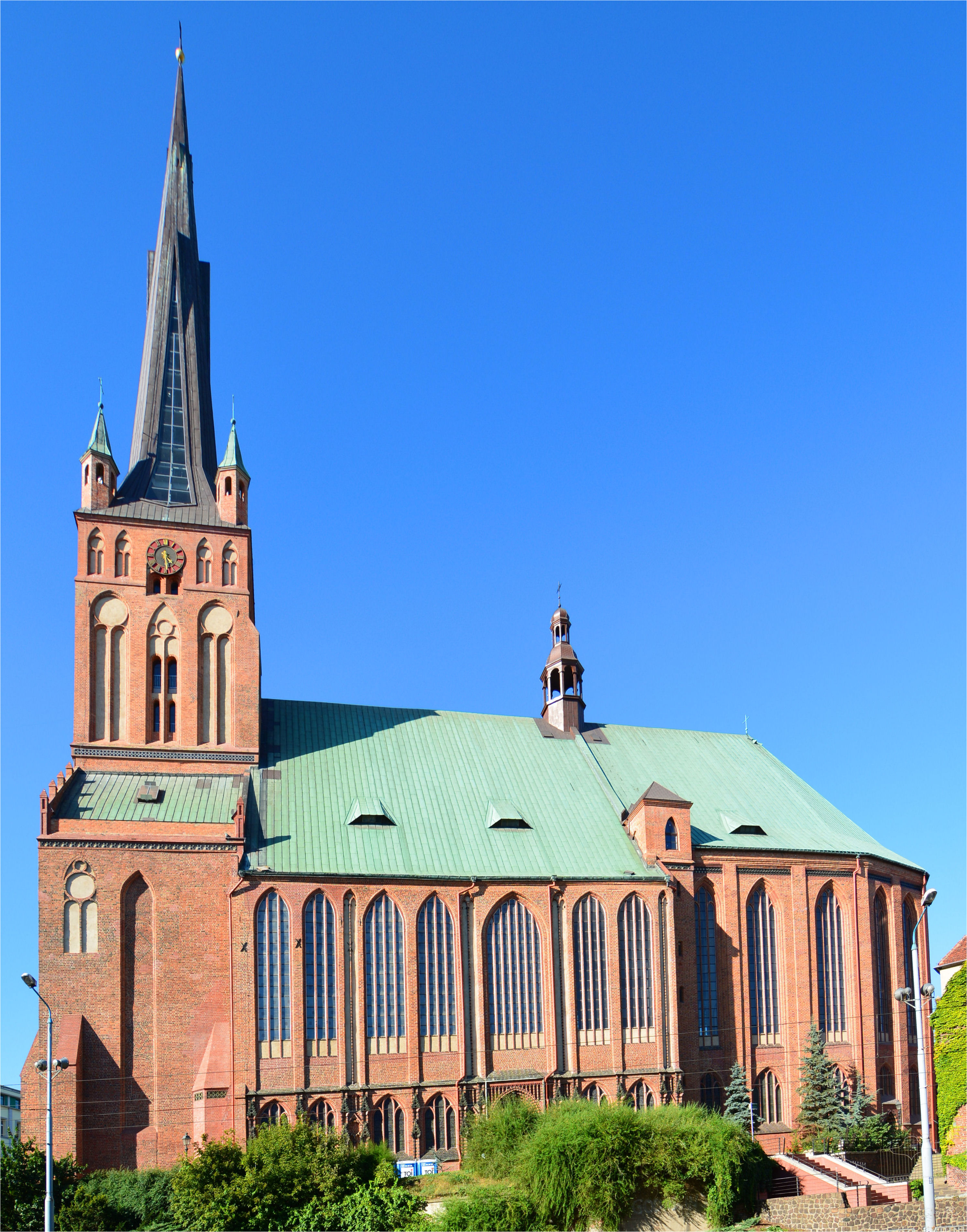
Façade sud.
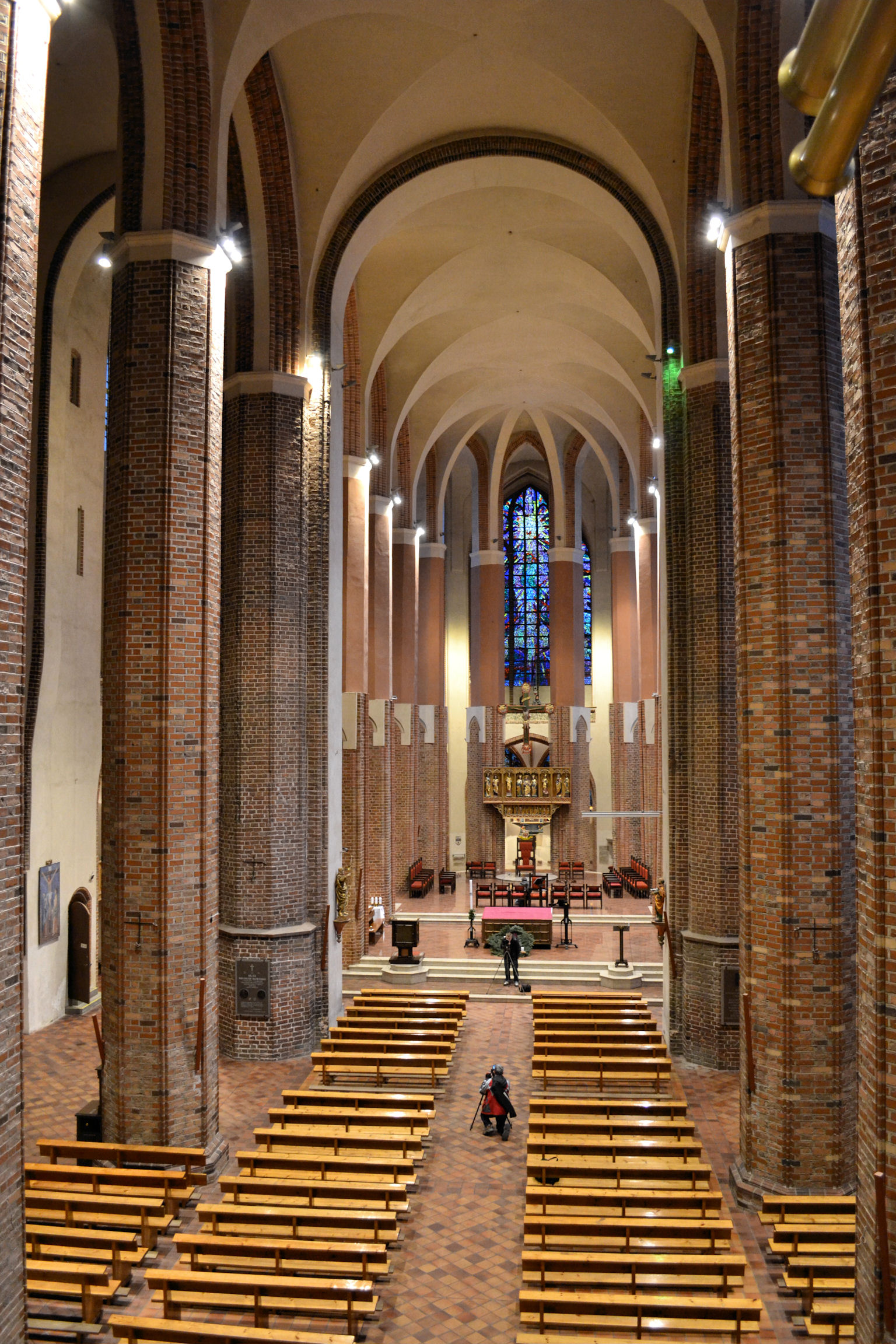
Nef principale.
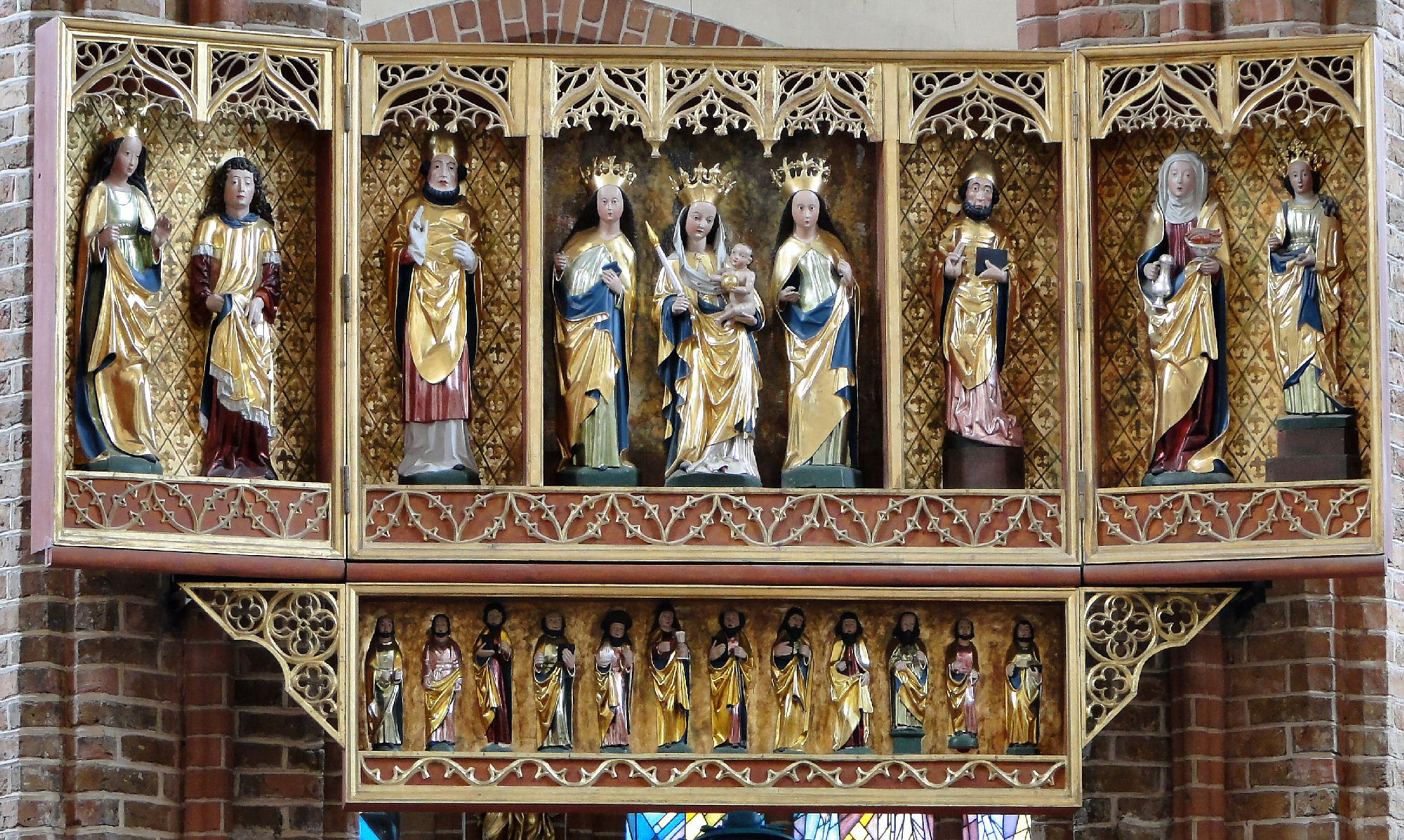
Triptyque au-dessus du maître autel.
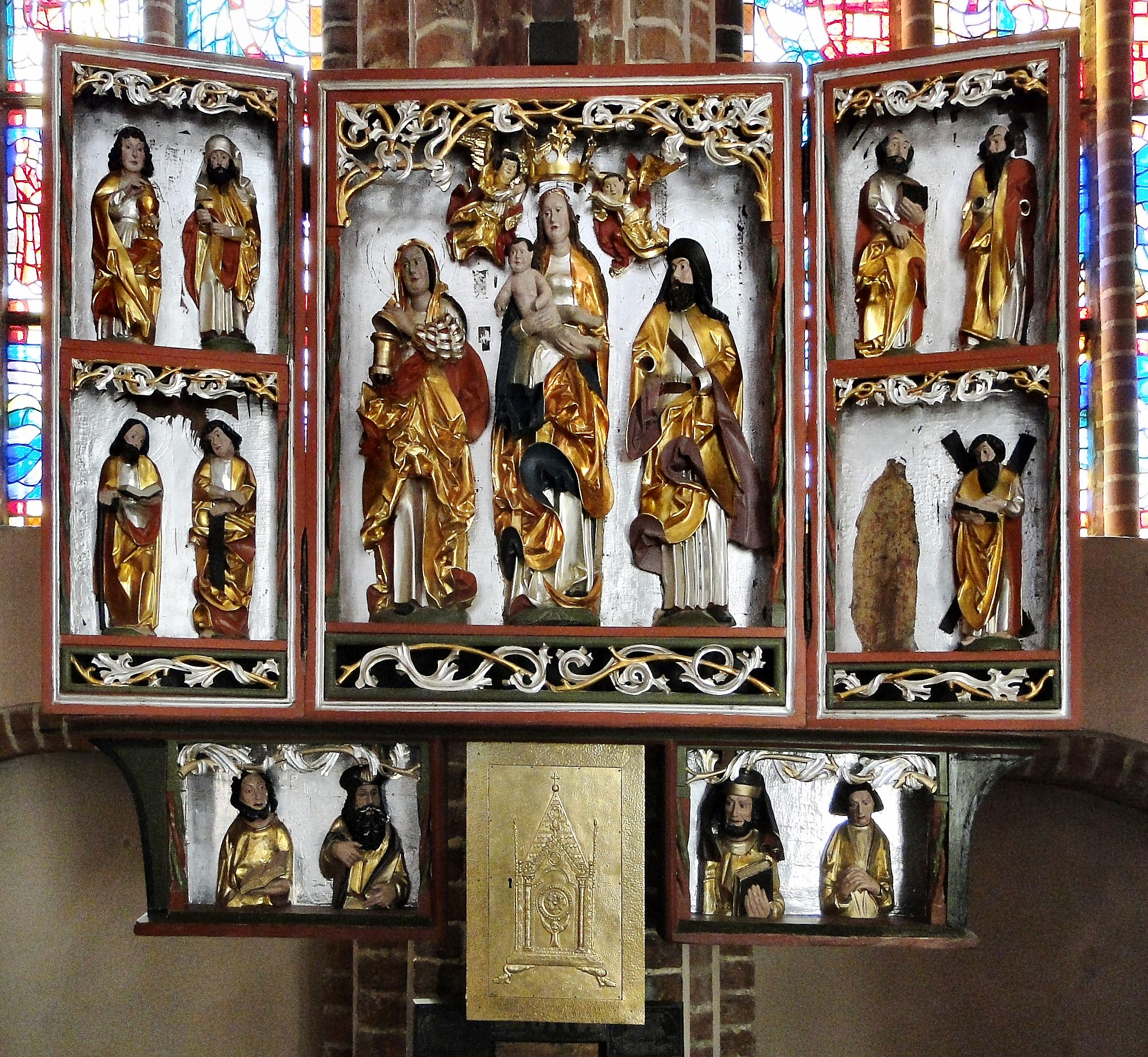
Triptyque de la chapelle baptismale.
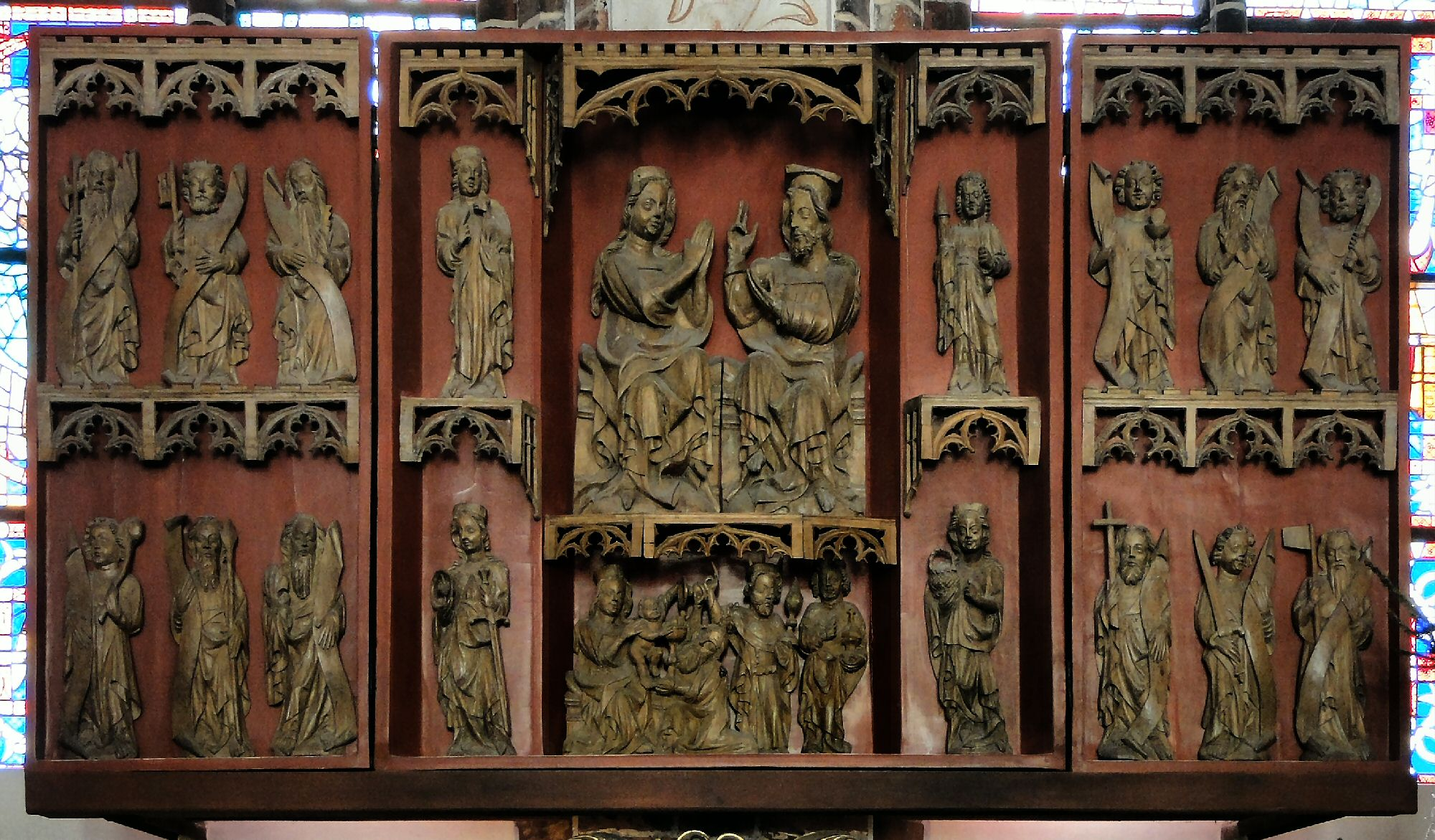
Triptyque de la chapelle du Saint-Sacrement.
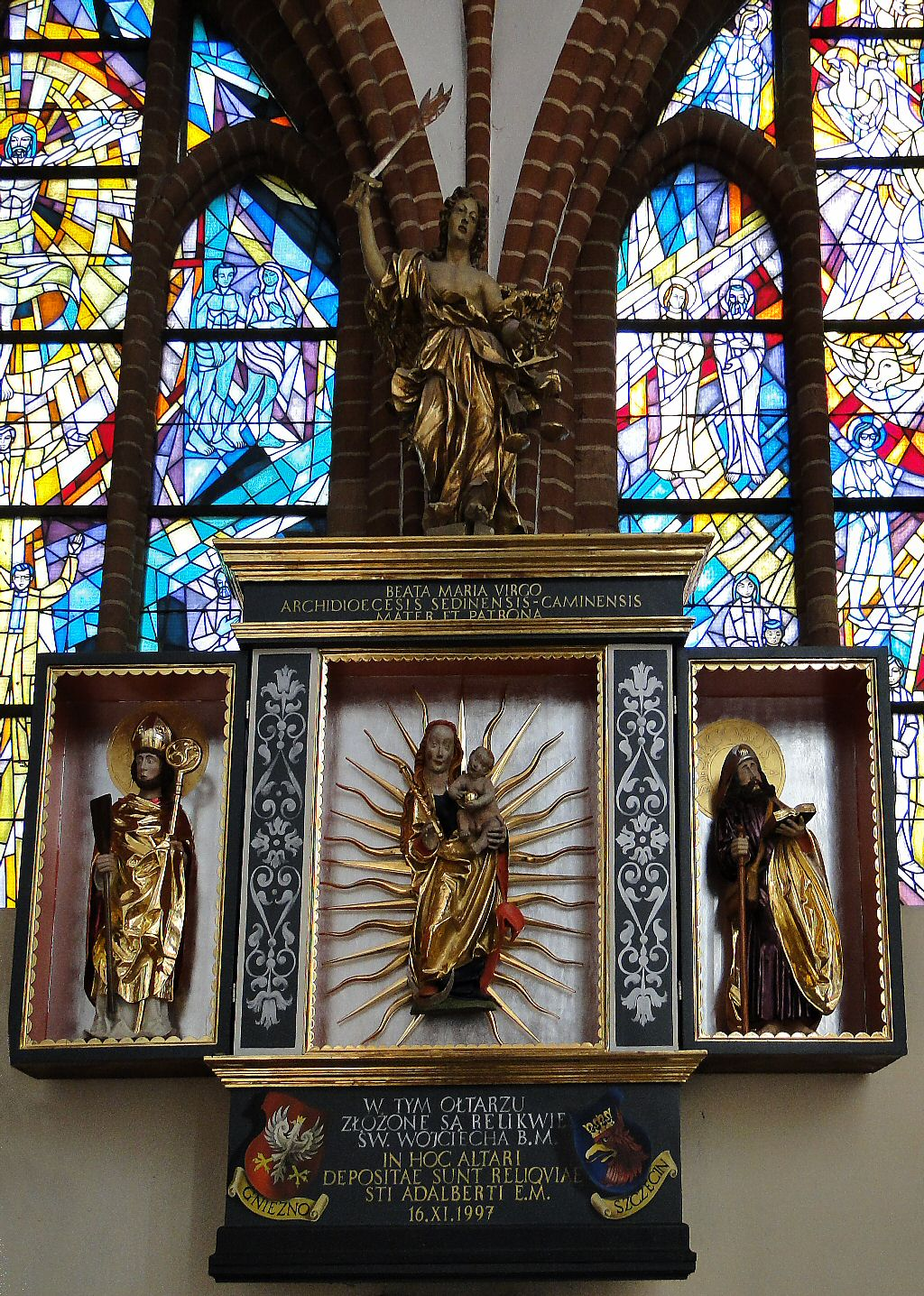
Triptyque de la chapelle Saint-Adalbert.
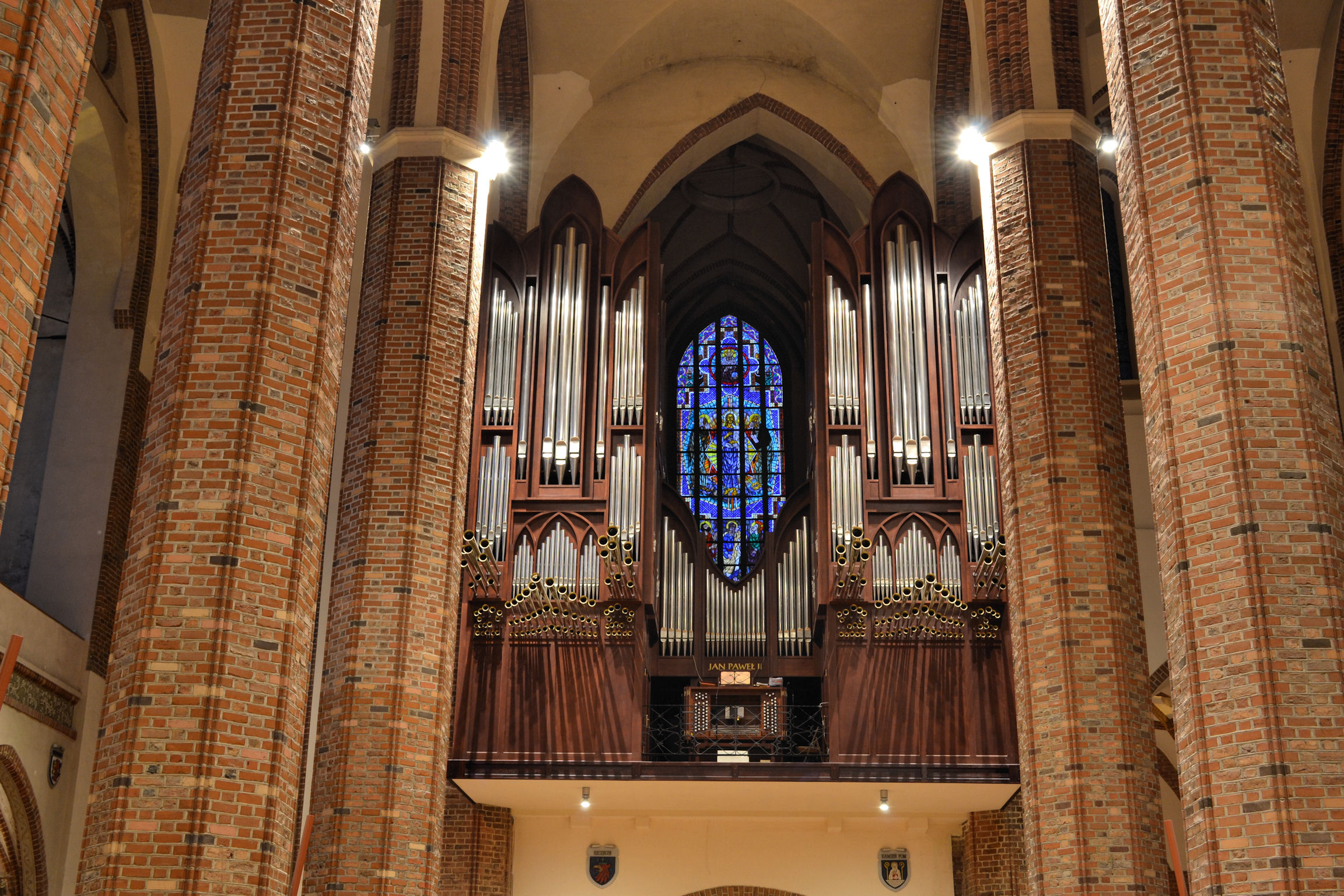
Le grand orgue de tribune.